# Muirancourt
Muirancourt ist eine französische Gemeinde mit 587 Einwohnern (Stand 1. Januar 2022) im Département Oise in der Region Hauts-de-France (vor 2016 Picardie). Sie gehört zum Kanton Noyon und zum Gemeindeverband Pays Noyonnais. 

## Geografie
Die Gemeinde Muirancourt liegt im Pays Noyonnais, etwa 33 Kilometer nordnordöstlich von Compiègne und 34 Kilometer südwestlich von Saint-Quentin am Fluss Verse. Umgeben wird Muirancourt von den Nachbargemeinden Fréniches im Norden, Guiscard im Nordosten und Osten, Crisolles im Südosten, Bussy im Süden und Südwesten sowie Frétoy-le-Château im Westen und Nordwesten.

## Bevölkerungsentwicklung
| Jahr                       | 1962 | 1968 | 1975 | 1982 | 1990 | 1999 | 2010 | 2021 |
| -------------------------- | ---- | ---- | ---- | ---- | ---- | ---- | ---- | ---- |
| Einwohner                  | 316  | 354  | 339  | 408  | 487  | 487  | 554  | 586  |
| Quellen: Cassini und INSEE |      |      |      |      |      |      |      |      |

## Sehenswürdigkeiten

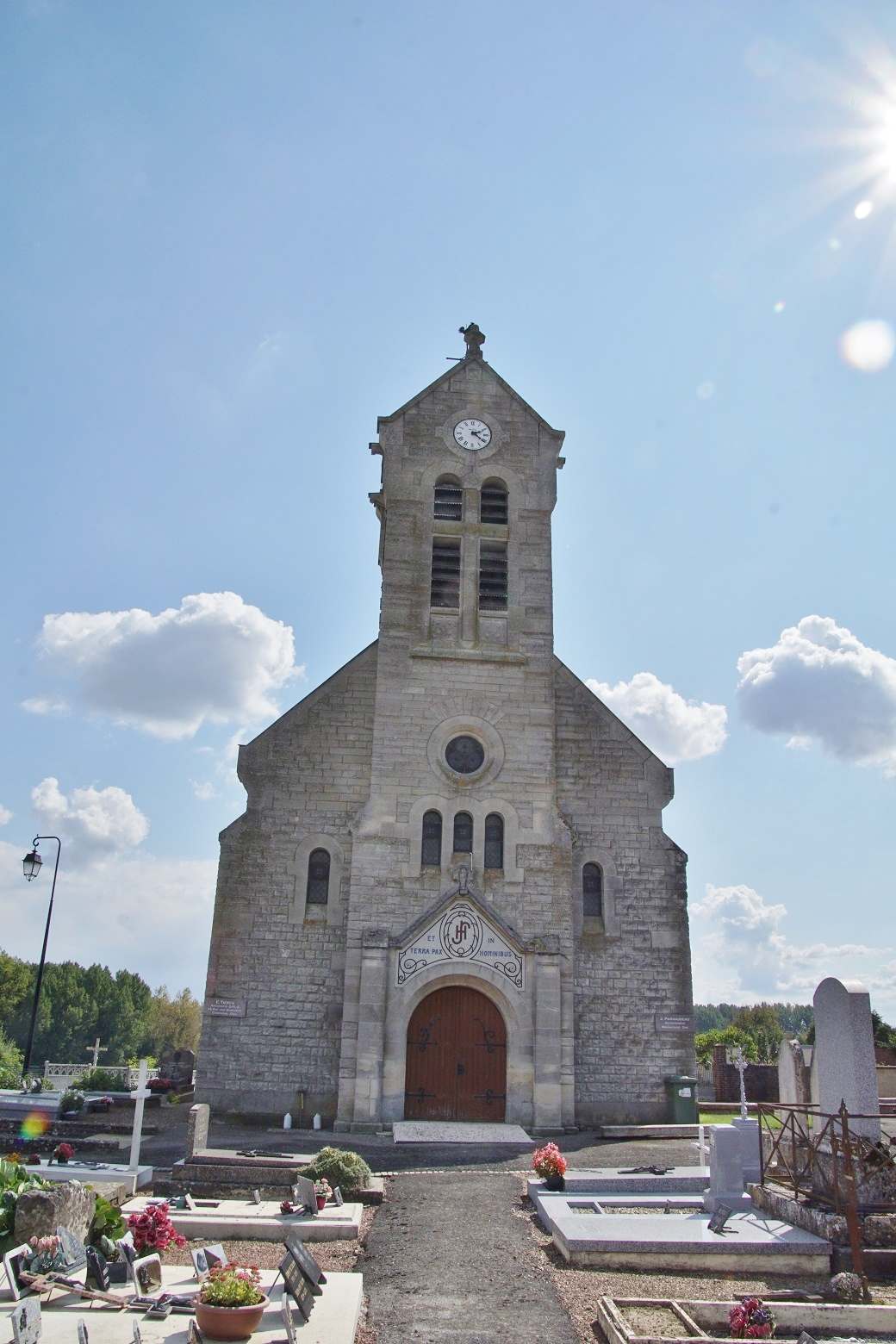
Kirche Saint-Médard
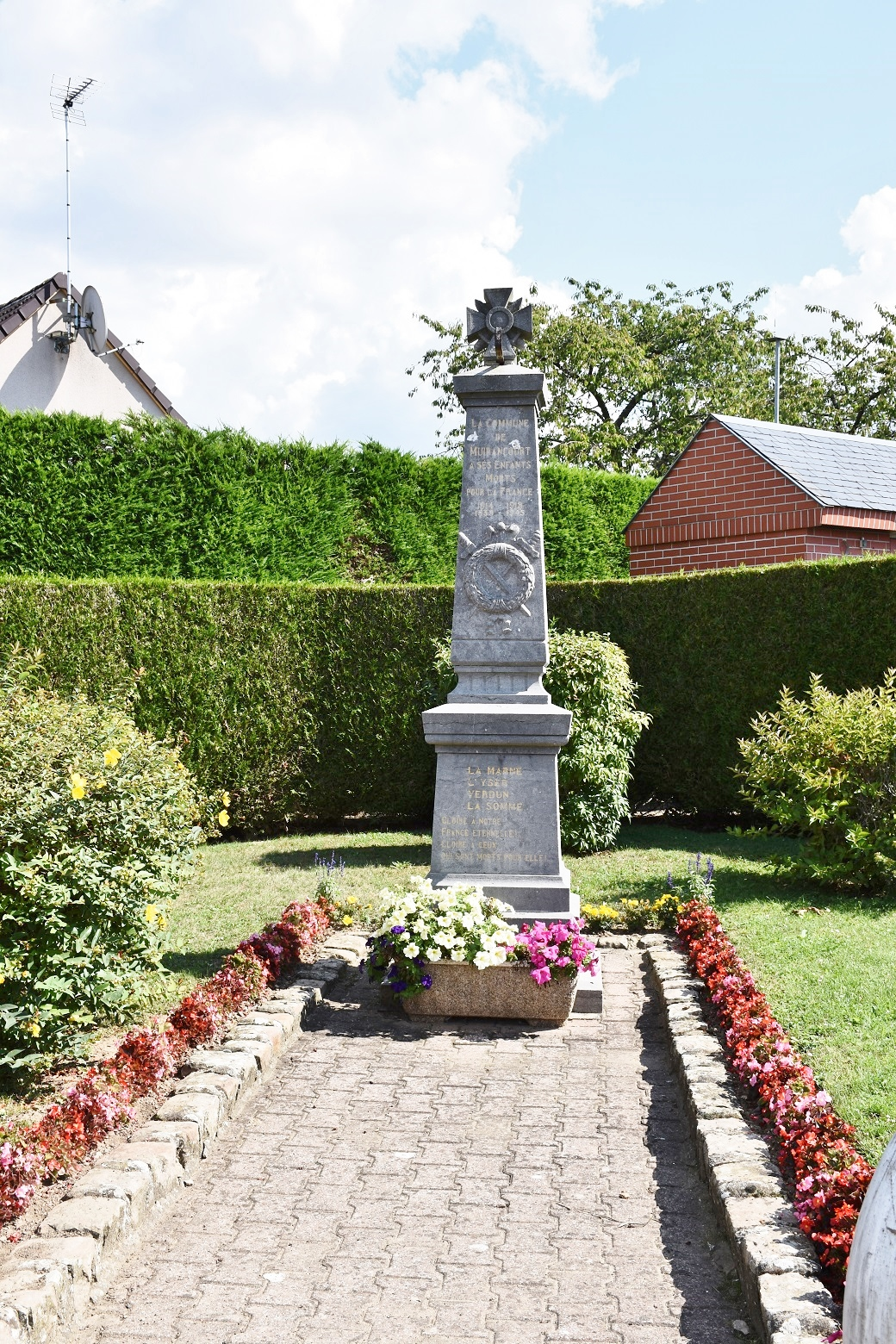
Gefallenendenkmal

- Kirche Saint-Médard
- Gefallenendenkmal